# Alsodes laevis
Alsodes laevis е вид жаба от семейство Cycloramphidae.

## Разпространение
Видът е разпространен в Чили.